# Capela Pruncul

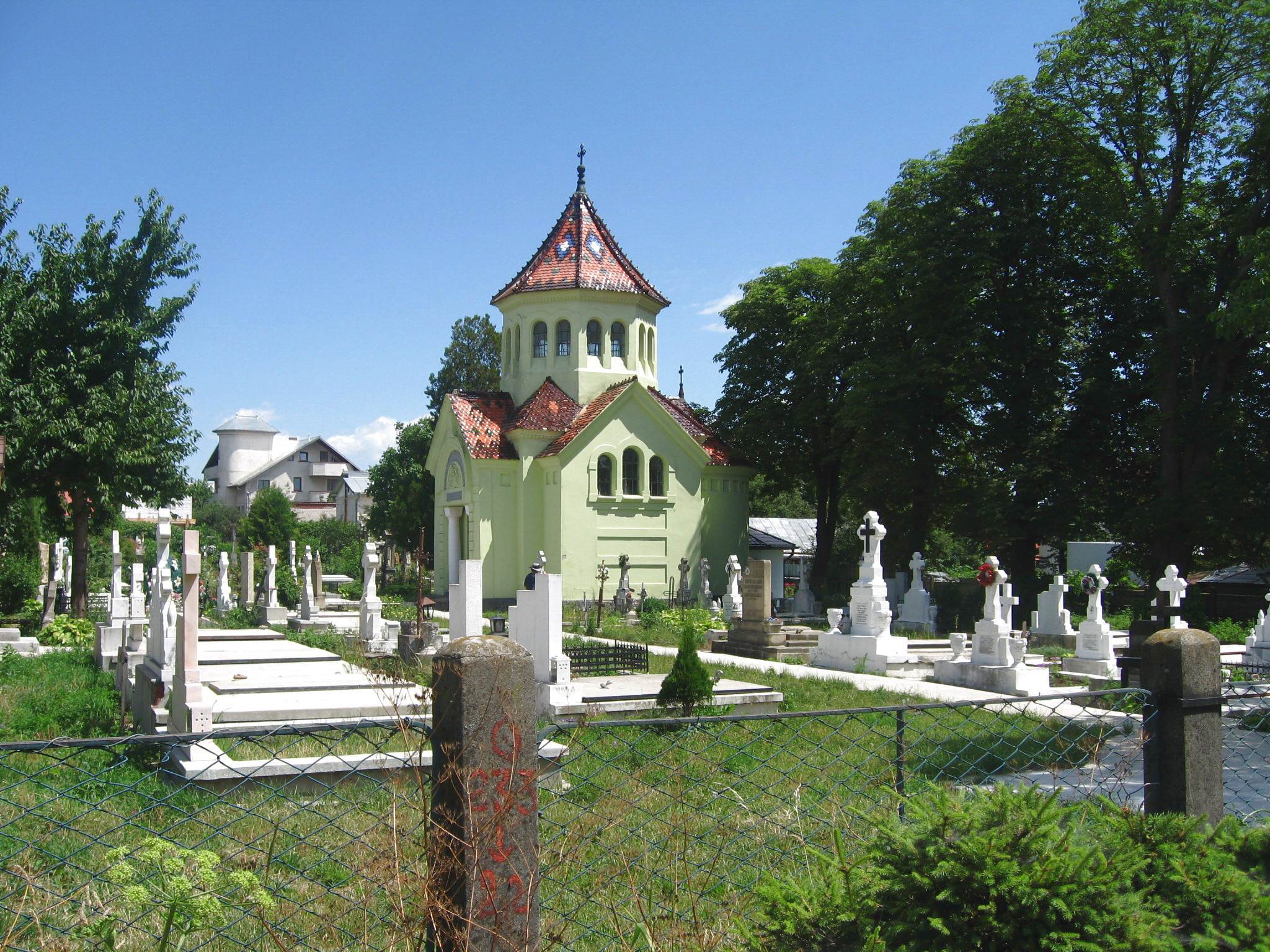
Capela Pruncul din cimitirul armenesc din Suceava

Capela Pruncul este o capelă construită în anul 1902 în cimitirul armenesc din orașul Suceava de către trei membri ai familiei nobiliare armenești Pruncul: Michael Bogdan von Prunkul, Warteres Garabeth von Prunkul și Sofie Walerian von Prunkul. Ea a servit mai întâi drept cavou al familiei Pruncul, devenind ulterior capelă de cimitir.
Acest edificiu este singurul lăcaș de cult armenesc din Suceava construit în stilul armean vechi, având o cupolă masivă deasupra și un acoperiș piramidal, în opt laturi.
Capela este localizată pe Strada Zamca din cartierul cu același nume, arteră ce face legătura între alte două edificii religioase armenești: Mănăstirea Zamca și Biserica Sfântul Simion (Turnul Roșu).

## Istoric

### Familia Pruncul

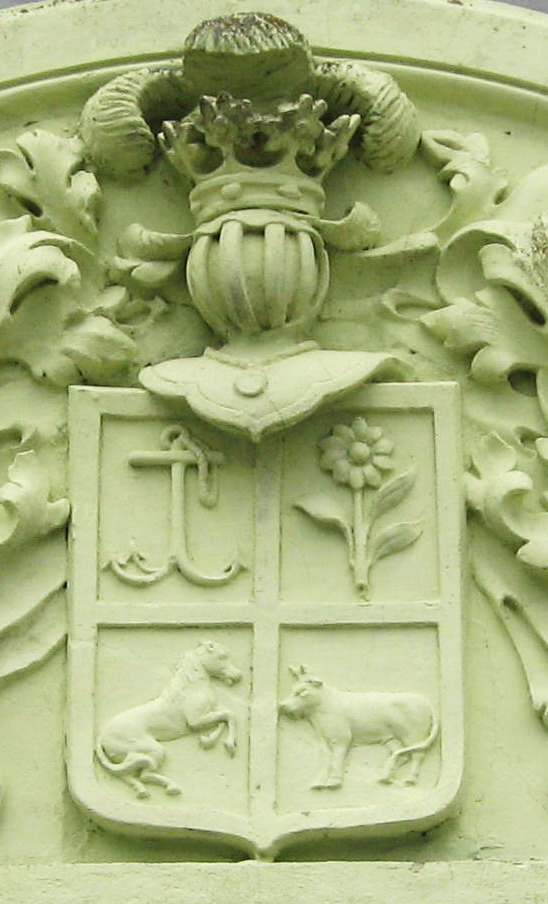
Blazonul familiei Pruncul

După tradiție, familia Pruncul (inițial Prunculian) descindea din familia Donovac (Donovakian), care a avut un rol important în viața armenilor din Moldova (Drăgan Donovac a ctitorit Mănăstirea Hagigadar pe Dealul lui Bulai). Membrii acestei familii au fost negustori și arendași, ajungând în timp să dețină moșii și sate. 
După anexarea părții de nord a Moldovei de către austrieci în 1775, unele familii boierești românești, domiciliate în Moldova, dar cu proprietăți în Bucovina, au început să renunțe treptat la terenuri, vânzându-le foștilor arendași armeni, greci sau evrei. Astfel, mai mulți arendași armeni (în special din familiile Capri, Pruncul, Antonovici, Bogdanovici, Petrovici, Romașcan, Teodorovici) au cumpărat moșii de la boierii moldoveni, dobândind întinse suprafețe de teren. 
Ca urmare a patentei imperiale din anul 1787, care stabilea împrejurările în care familiilor boierești din Bucovina le puteau fi conferite titluri de noblețe austriacă, unele familii de latifundiari armeni (Antonovici, Bogdanovici, Capri, Petrovici, Pruncul, Romașcan) au dobândit în perioada 1788-1815 titluri nobiliare austriece, în special cele de cavaler (în germană Ritter). Prin 1790, Ariton, Luca și Cârste Pruncul, fiii lui Grigorie Pruncul, staroste de armeni, erau înnobilați. 
În vechiul cimitir armenesc al Bisericii "Sf. Simion" se află monumentul funerar din piatră al lui Gregor Prunkul (1772-1823) și al soției sale, Hrepsima (1780-1839). Prin testament, acesta își lăsa averea urmașilor săi (patru fii: Ariton, Ilie, Lucas și Criste și trei fiice: Hatuna, Rozalia și Sofia), dar făcea și donații creștinești („la fondul școalelor împărătești și la spitalul târgului Sucevii, spre ușurarea și hodina bolnavilor celor săraci”). 
În secolul al XIX-lea, familia Pruncul stăpânea satele Liteni, Străjeroaia, Brăiești, Tolova, Corlățel și Măzănăești. 
Printre membrii familiei Pruncul din secolul al XIX-lea s-au aflat și doi primari ai orașului Suceava: Abraham von Prunkul (1865-1870) și Michael von Prunkul (1884-1886), în timpul căruia s-a construit clădirea Tribunalului cercual, a Judecătoriei districtuale și a Cărții funciare. 

### Capela Pruncul

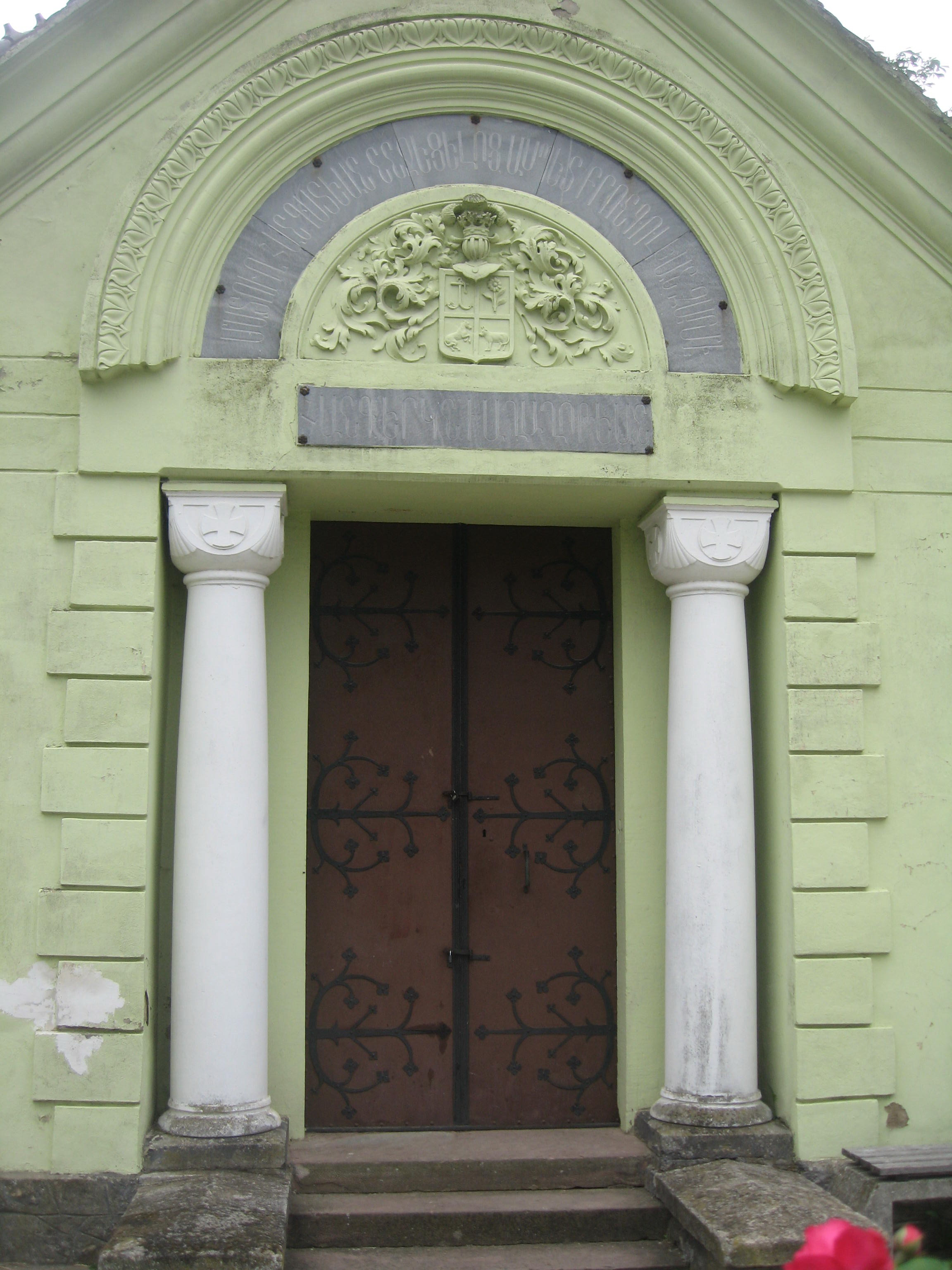
Intrarea în capelă

În anul 1902, la inițiativa a trei membri ai familiei nobiliare Pruncul: Michael Bogdan von Prunkul, Warteres Garabeth von Prunkul (1848-1901) și Sofie Walerian von Prunkul, a fost construită o capelă în cimitirul armenesc din Suceava. Construcția efectivă a fost coordonată de inginerul W. Klika. Pe frontonul capelei se află blazonul nobiliar al familiei. 
Pe o placă de marmură neagră din interiorul capelei se află un text în limbile armeană și germană. Textul în limba germană este următorul: “Diese Kapelle wurde als Ruhestätte ihrer Angehörigen Michael Bogdan Ritter von Prunkul, Warteres Garabeth Ritter von Prunkul und Sofie Walerian von Prunkul im Jahre des Herrn 1902 erbaut. Fecit ing. W. Klika”. Ultima propoziție este în limba latină. Traducerea în limba română este următoarea: "Această capelă a fost construită ca loc de odihnă al rudelor lui Michael Bogdan Cavaler von Prunkul, Warteres Garabeth Cavaler von Prunkul și Sofie Walerian von Prunkul în anul Domnului 1902. A făcut ing. W. Klika".
Amplasată în mijlocul cimitirului armenesc din Suceava, această construcție a servit mai întâi drept cavou pentru membrii familiei Pruncul, devenind ulterior capelă de cimitir. 
În capelă au fost aduse și osemintele a opt membri ai familiei von Prunkul, decedați înainte de anul menționat. Este vorba de Asfadur (1791-1872), Katherine (1801-1857), Josefine - născută von Beresnicky (1857 - 30 noiembrie 1889), Sariga - născută Goilav (1805-1892), Dominik (22 septembrie 1881 - 1894), Garabet (1822-1895), Walerian (1837-1899) și Aurelie - născută Manea (1855 – 1 octombrie 1900). Numele lor sunt înscrise pe o placă de marmură neagră, fixată cu rozete metalice în peretele interior al capelei. 
Mormântul lui Warteres Garabeth von Prunkul (1848-1901), unul dintre ctitori, care a decedat înainte de finalizarea construcției, nu se află în capela familială, ci în cimitir, printre alte morminte.

## Arhitectură
Spre deosebire de celelalte biserici armenești din Suceava care se caracterizează prin lipsa oricărei caracteristici arhitectonice și ornamentalistice pur armenești și care se confundă cu bisericile moldovenești, Capela Pruncul constituie o excepție. Ea a fost clădită în cimitirul armenesc din Suceava, la începutul secolului al XX-lea, în stilul armean vechi, stilizat după gustul arhitectului constructor. 
Capela Pruncul are formă de cruce cu o masivă cupolă deasupra și cu acoperiș piramidal, în opt laturi.

## Morminte din cimitirul armenesc
În jurul capelei se află cimitirul armenesc în care se află înmormântați, printre alții, și următorii:
- Ariton von Prunkul (1823-1894) - Pe piatra sa funerară se află o inscripție în limbile armeană și germană. Inscripția în limba germană este următoarea: "Die tiefbetrübte Gattin und Tochter beweinen die schmerzlichen Verlust ihres Gatten und Vaters Ariton Ritter v. Prunkul dessen Überreste unter diesem Denkmale ruhen. * 1823 + 1894'.". Traducerea în limba română a acestei inscripții este următoarea: "Soția și fiica profund întristate jelesc pierderea dureroasă a soțului și tatălui Ariton Cavaler de Prunkul ale cărui rămășițe se odihnesc sub acest monument. * 1823 + 1894".
- Asfadur Moysa (1862-1895) - Pe piatra sa funerară se află o inscripție în limbile armeană și germană. Inscripția în limba germană este următoarea: "Die tiefbetrübte Gattin und Tochter beweinen die schmerzlichen Verlust ihres Gatten und Vaters ASFADUR MOYSA dessen Überreste unter diesem Denkmale ruhen. * 1862 + 1895". Traducerea în limba română a acestei inscripții este următoarea: "Soția și fiica profund întristate jelesc pierderea dureroasă a soțului și tatălui ASFADUR MOYSA ale cărui rămășițe se odihnesc sub acest monument. * 1862 + 1895".
- Warteres Garabeth von Prunkul (1848-1901), unul dintre ctitorii capelei - Pe piatra sa funerară se află o inscripție în limbile armeană și germană. Inscripția în limba germană este următoarea: "Die tiefbetrüfte Mutter beweint den schmerzlichsten Verlust ihres Sohnes WARTERES G. v. PRUNCUL dessen Überreste unter diesem Denkmale ruhen. geb. 17. Jänner 1848. gest. 30. April 1901. Friede seiner Asche!". Traducerea în limba română a acestei inscripții este următoarea: "Mama profund întristată jelește cea mai dureroasă pierdere a fiului ei WARTERES G. v. PRUNCUL ale cărui rămășițe se odihnesc sub acest monument. n. 17 ianuarie 1848. d. 30 aprilie 1901. Pace cenușii sale!".
- Mathilde de Pruncul (1868-1939)
- preotul stavrofor Harutiun Donavak Mandalian (1915-1981)

## Imagini

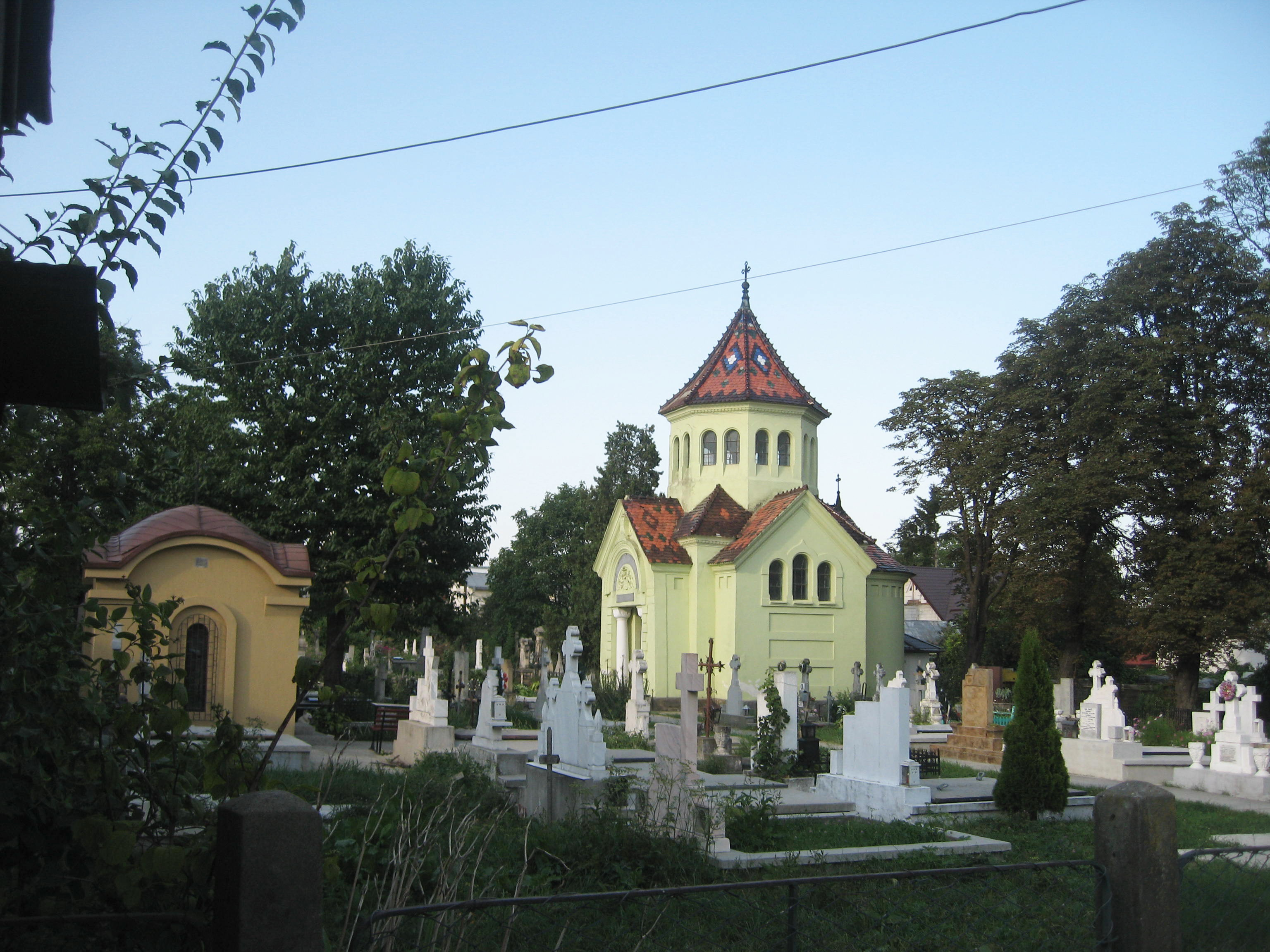
Capela Pruncul
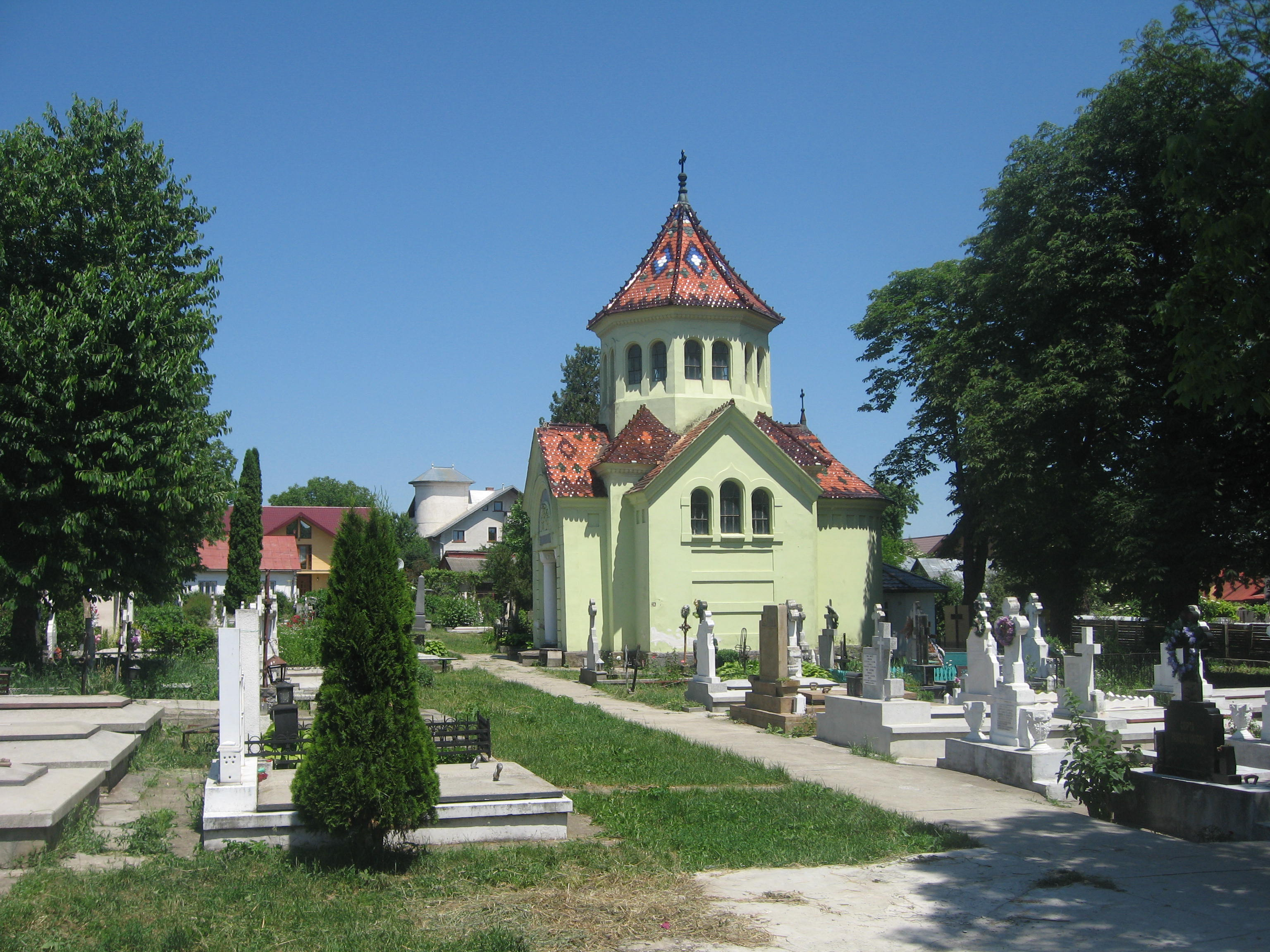
Capela Pruncul
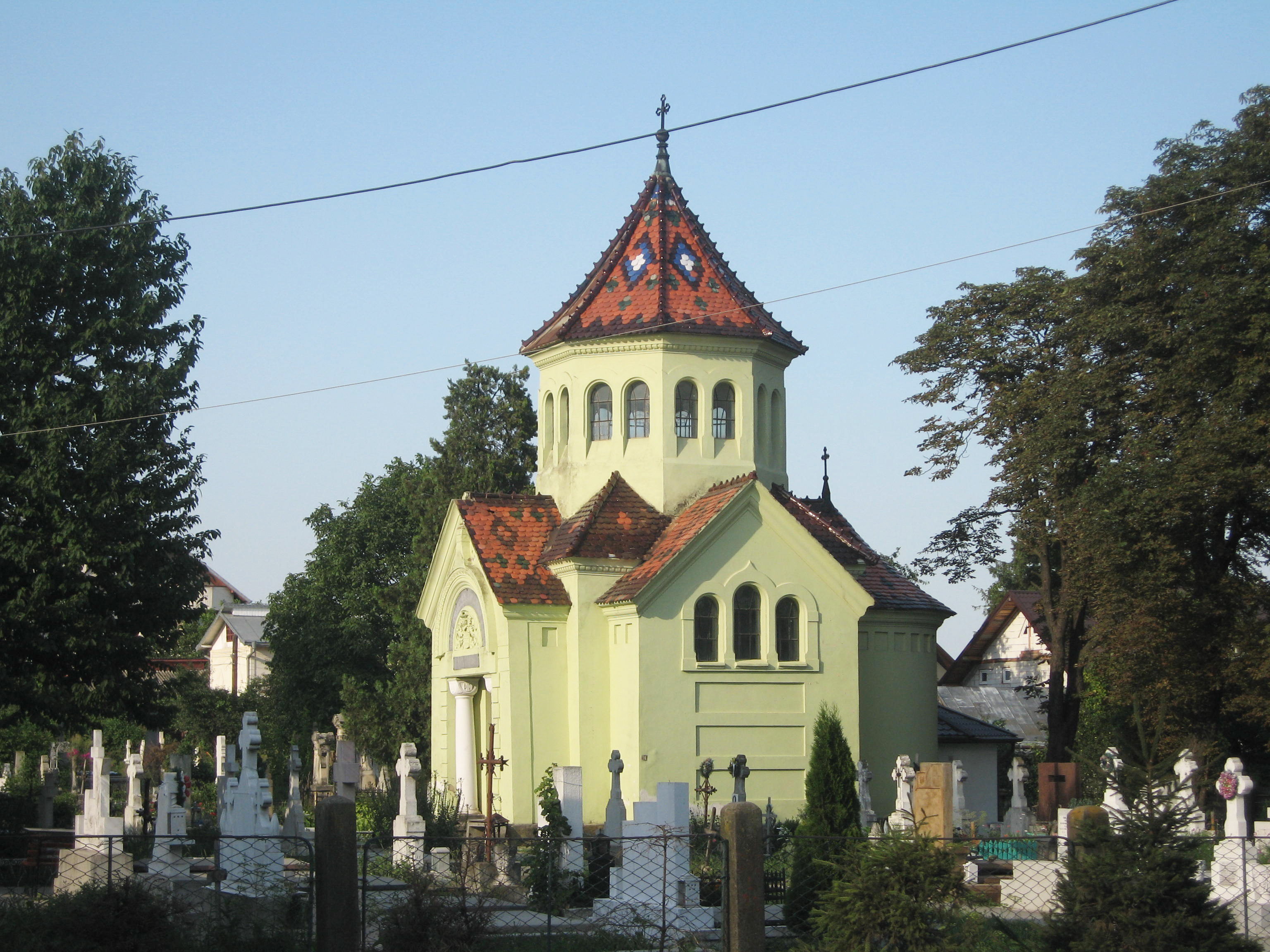
Capela Pruncul
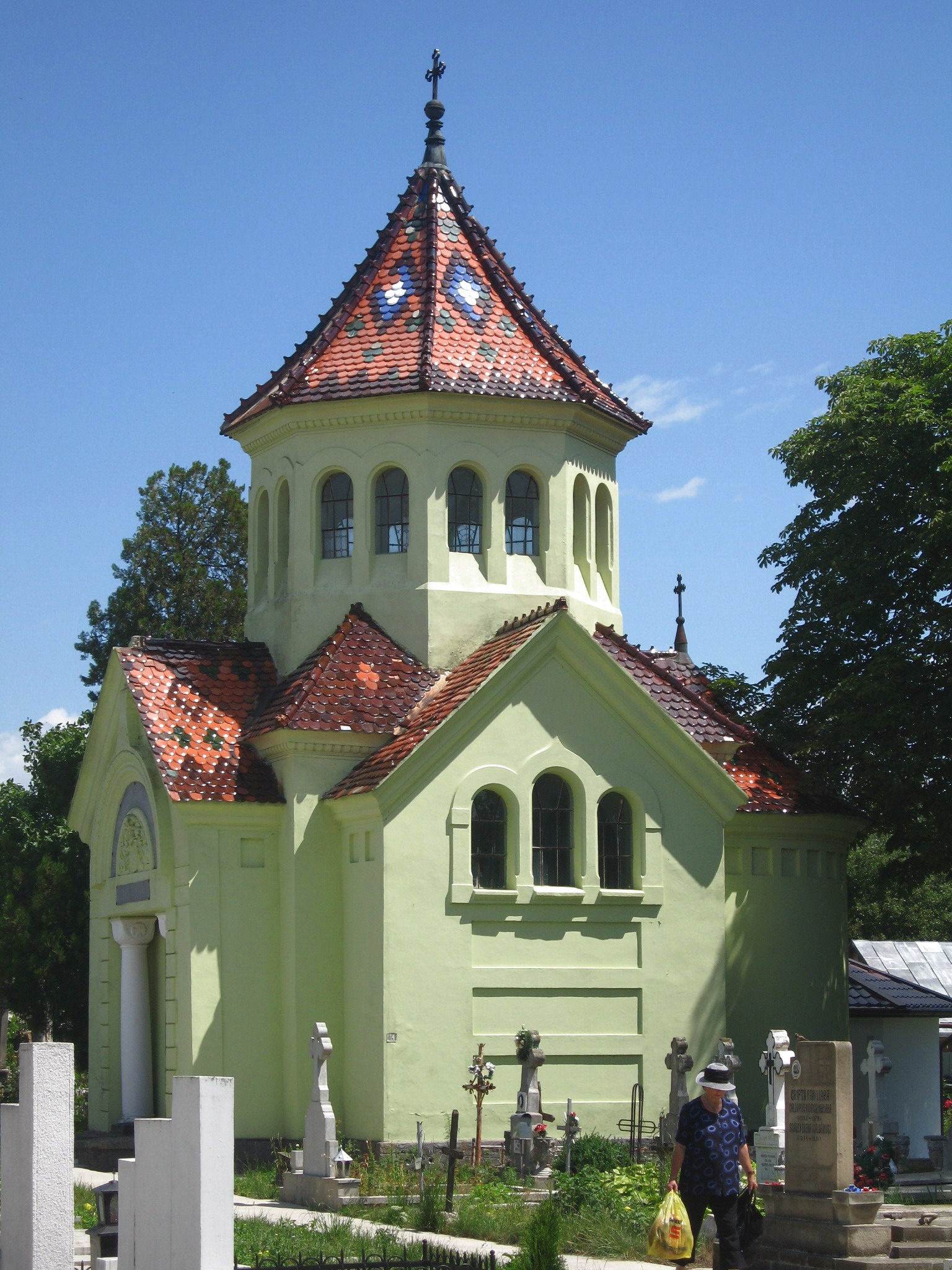
Capela Pruncul
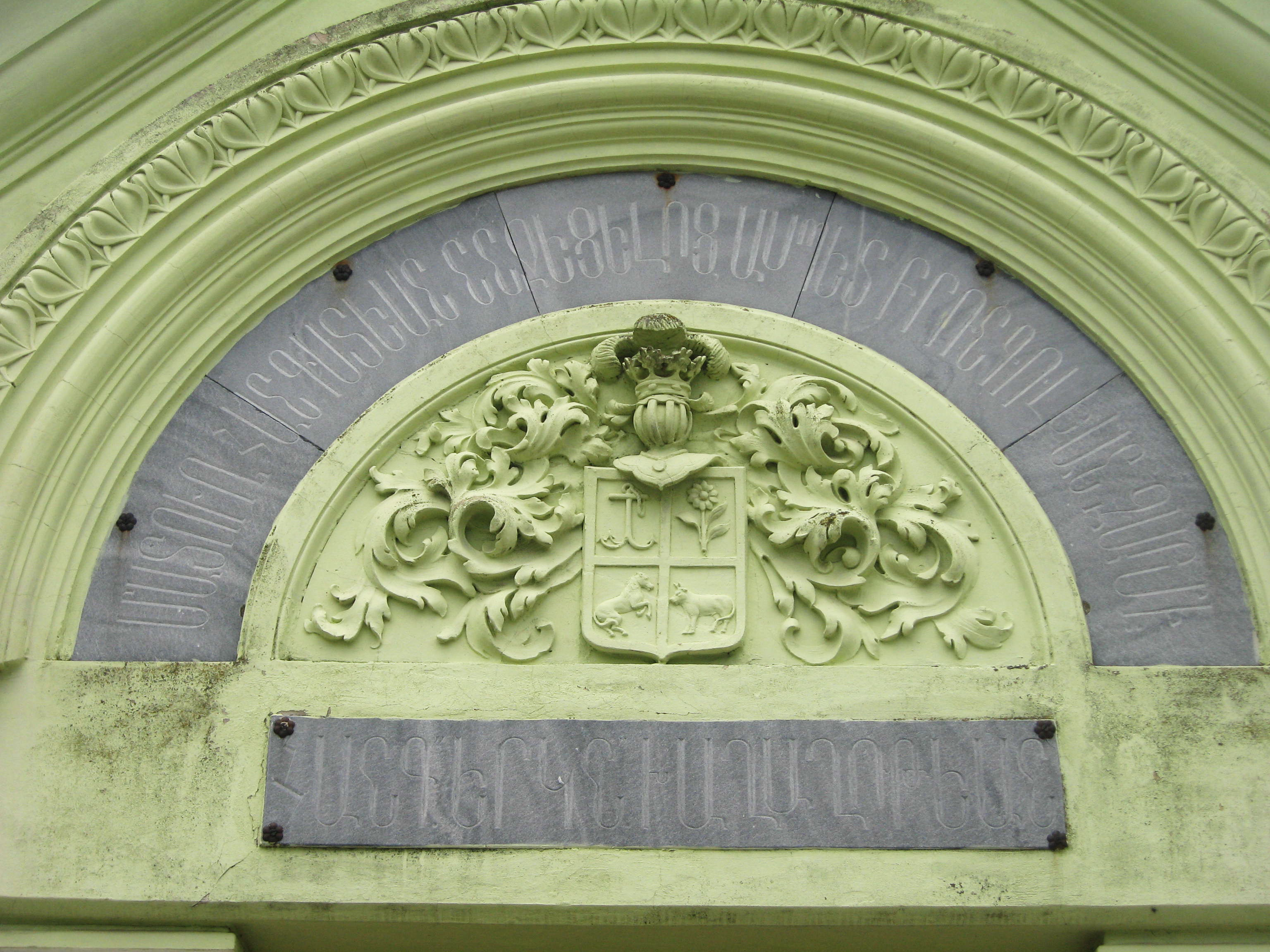
Blazonul familiei Pruncul aflat deasupra intrării în capelă
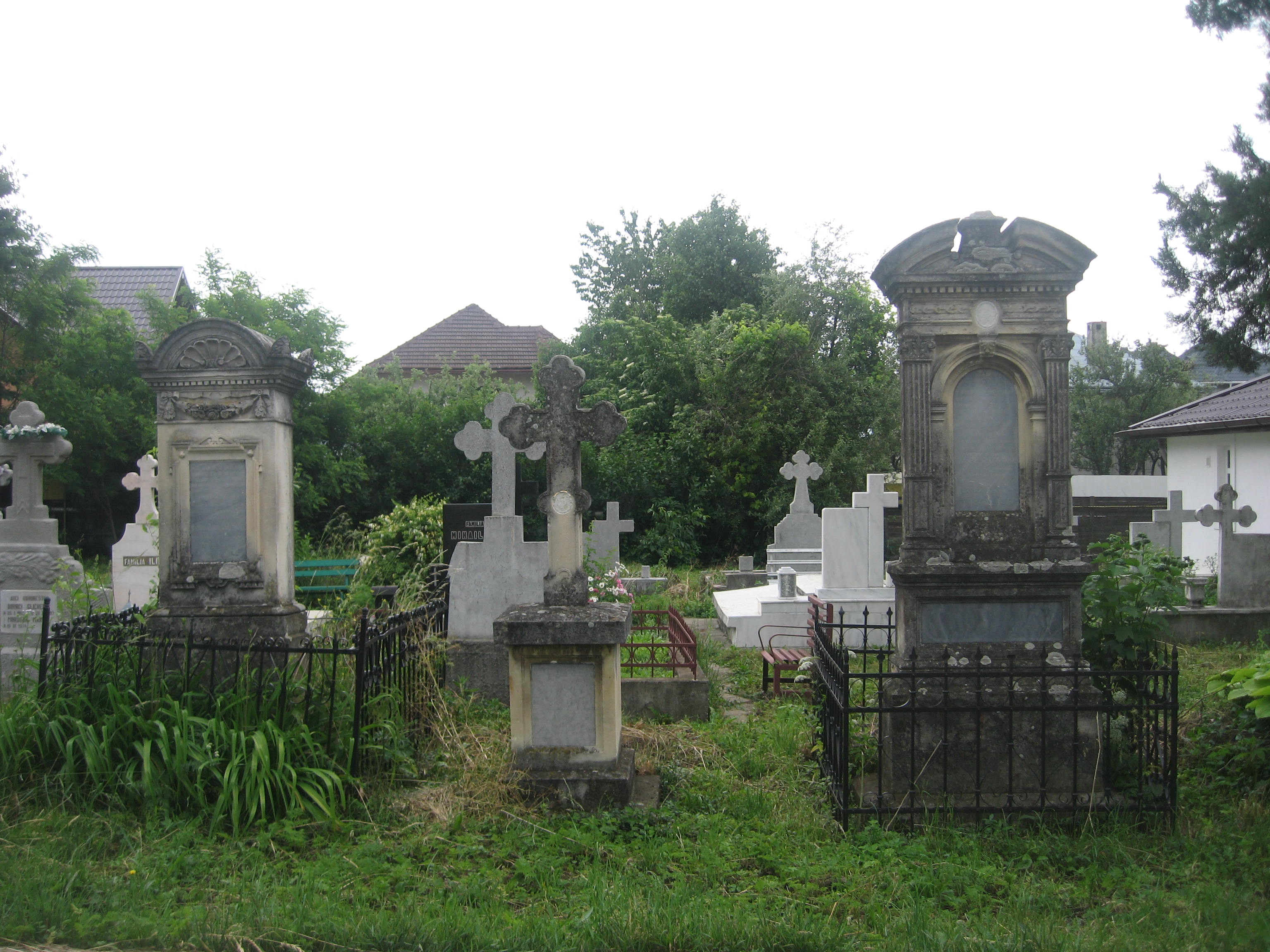
Morminte aflate în cimitirul din jurul capelei. În stânga imaginii este monumentul funerar al lui Ariton von Prunkul, iar în dreapta imaginii cel al lui Warteres G. von Pruncul.
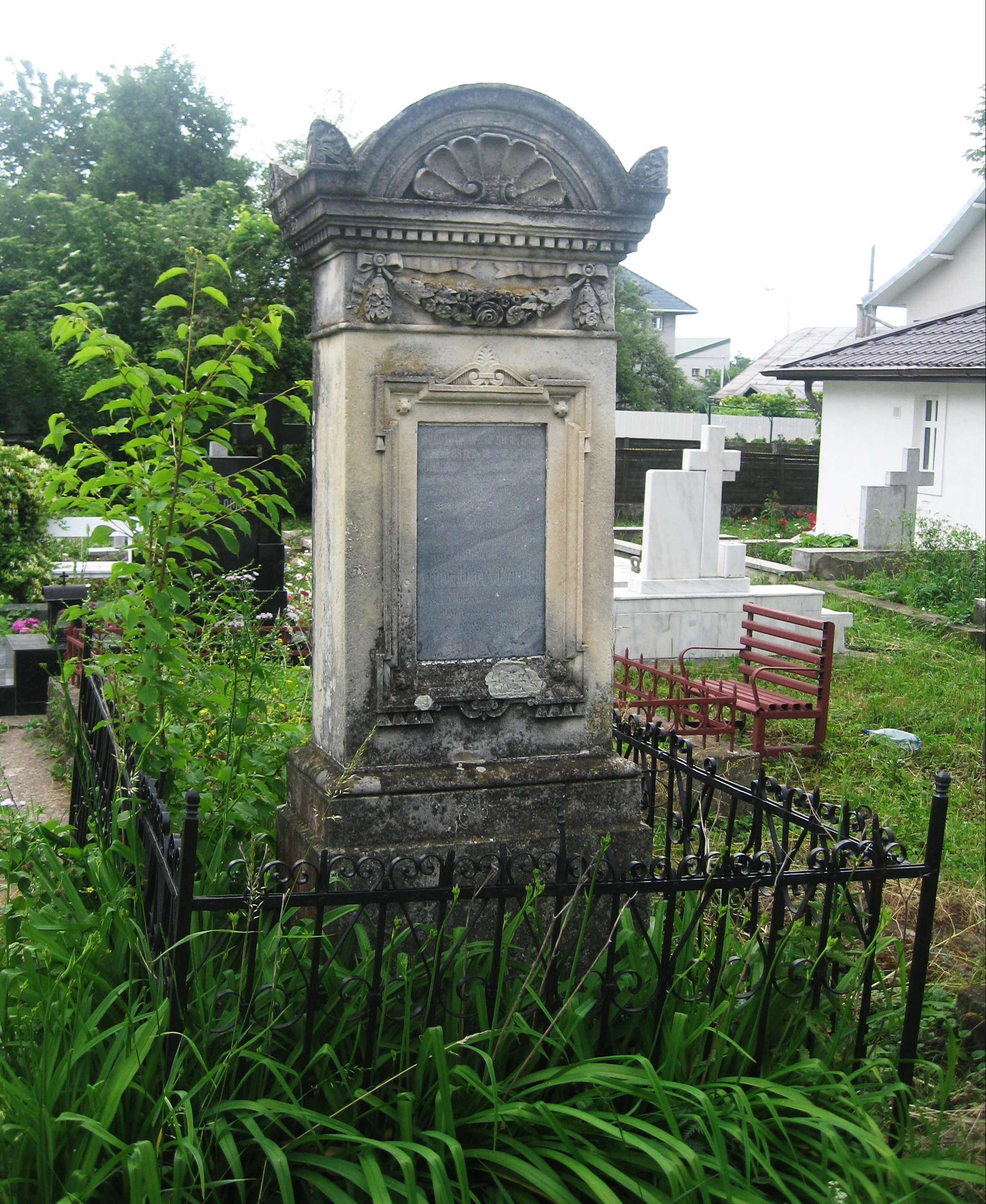
Mormântul lui Ariton von Pruncul (1823-1894) în cimitirul din jurul capelei
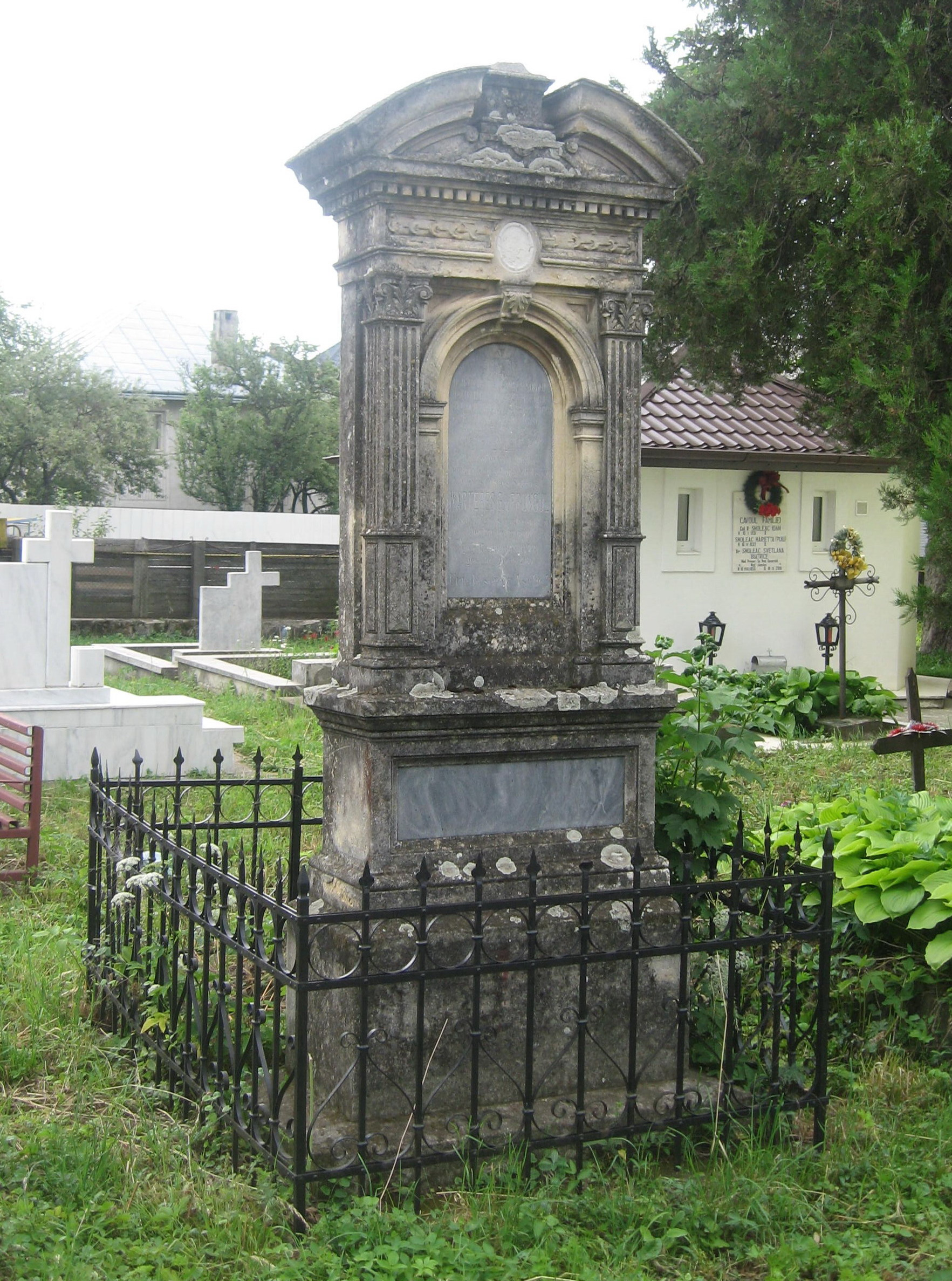
Mormântul lui Warteres G. von Pruncul (1848-1901) în cimitirul din jurul capelei
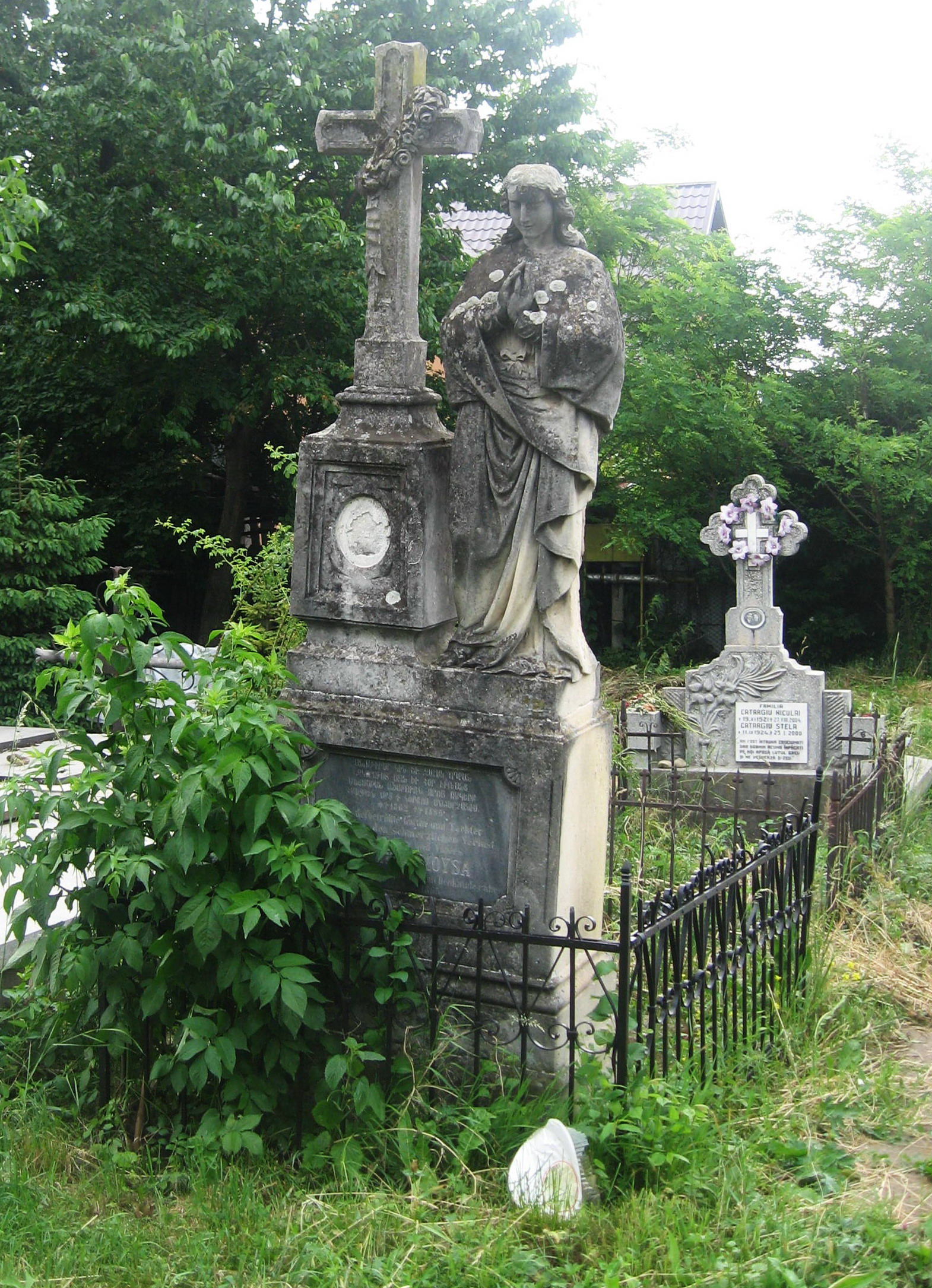
Mormântul lui Asfadur Moysa (1862-1895) în cimitirul din jurul capelei
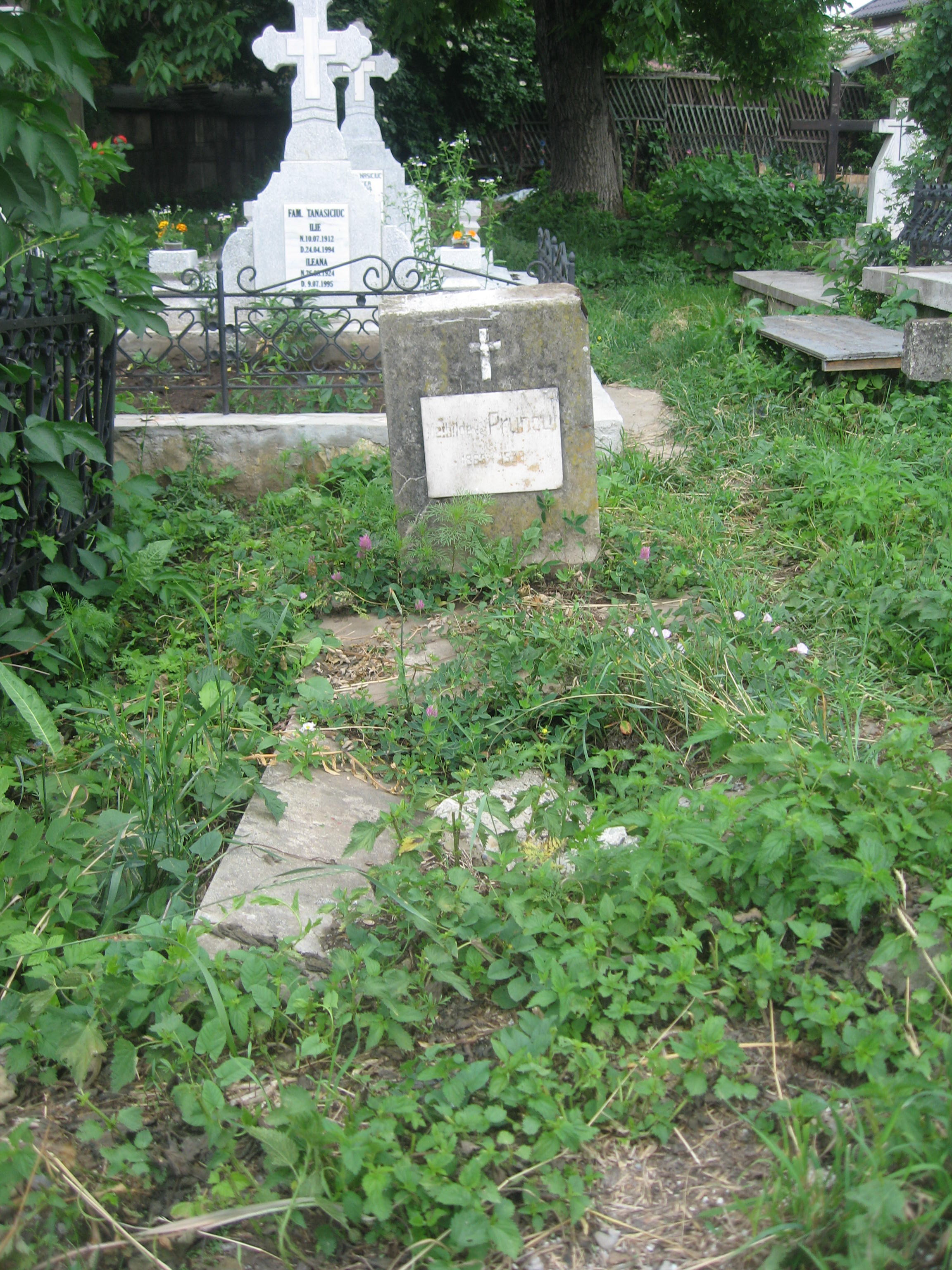
Mormântul Mathildei de Pruncul (1868-1939) în cimitirul din jurul capelei

## Vezi și
- Biserica Sfântul Simion din Suceava